# Holden Sunbird

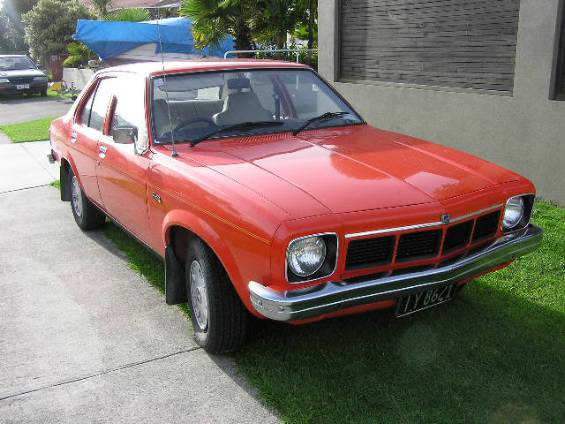
Holden LX Sunbird (1976)

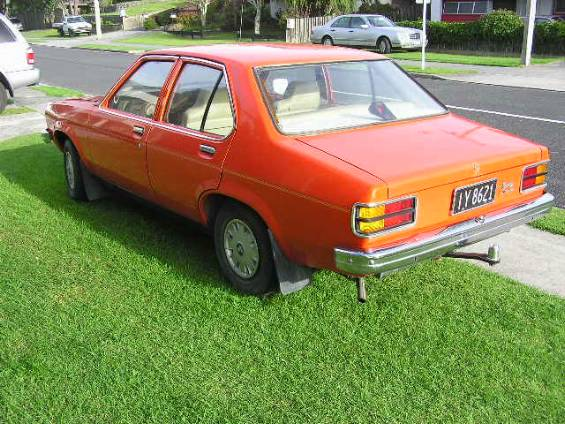
Holden LX Sunbird (1976)

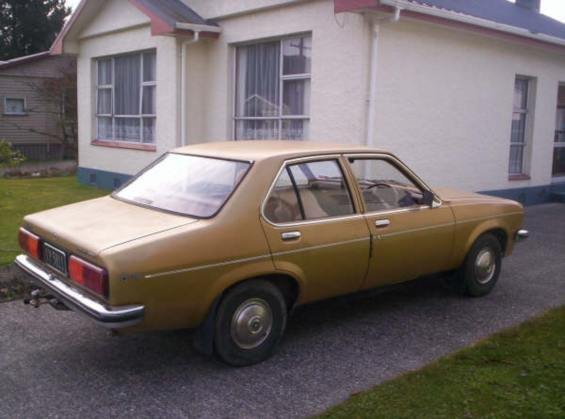
Holden UC Sunbird (1978–1980)

Der Holden Sunbird war ein Mittelklasse-PKW, der in den Modelljahren 1976 bis 1980 von Holden in Australien als Vierzylinder-Variante des LX/UC Torana hergestellt wurde.
Bis November 1976 hießen die Wagen noch LX Torana, dann wurde aus dem Modell mit der schwächsten Motorisierung der LX Sunbird. Die 4-türige Limousine besaß einen Vierzylinder-Reihenmotor mit 1.897 cm3 Hubraum und 100–102 bhp (74–75 kW) Leistung, der von Opel zugeliefert wurde. Der einfach ausgestattete Wagen hatte serienmäßig ein manuelles Vierganggetriebe oder, auf Wunsch, eine dreistufige Automatik. Sein Aussehen entsprach im Wesentlichen dem des Torana; nur kleine Veränderungen (z. B. Kühlergrill und verchromte Radkappen) unterschieden ihn.
Im Mai 1977 brachte Holden als zweites Modell ein 3-türiges Kombicoupé heraus.
Der Nachfolger, der UC Sunbird erschien im März 1978, und zwar in drei Ausstattungsstufen: Sunbird, Sunbird SL und Sunbird SL/E. Der einfache Sunbird war nur mit Schaltgetriebe lieferbar. Vom Vorgänger unterschied sich das Fahrzeug durch rechteckige Scheinwerfer und eine geänderte Frontpartie. Die Opel-Motoren lieferten noch 92–98 bhp (68–72 kW), wurden aber im September 1978 vom Holden-„Starfire“-Motor ersetzt. Dieser war etwas kleiner im Hubraum (1.892 cm3) und leistete nur 84 bhp (62 kW). Ende 1979 wurden die Kombicoupés (zusammen mit dem Schwestermodell Torana) eingestellt. Die 4-türigen Limousinen wurden noch bis September 1980 gebaut.
| Modell       | Bezeichnung  | Fahrzeugart        | Bauzeitraum     |
| ------------ | ------------ | ------------------ | --------------- |
| LX-8UH69     | Sunbird      | Limousine 4 Türen  | 11/1976–03/1978 |
| LX-8UH77     | Sunbird      | Kombicoupé 3 Türen | 05/1977–03/1978 |
| UC-8UH69     | Sunbird      | Limousine 4 Türen  | 03/1978–09/1980 |
| UC-8UH69-V5V | Sunbird SL   | Limousine 4 Türen  | 03/1978–09/1980 |
| UC-8UH69-A8J | Sunbird SL/E | Limousine 4 Türen  | 03/1978–09/1980 |
| UC-8UH77     | Sunbird      | Kombicoupé 3 Türen | 03/1978–12/1979 |
| UC-8UH77-V5V | Sunbird SL   | Kombicoupé 3 Türen | 03/1978–12/1979 |
| UC-8UH77-A8J | Sunbird SL/E | Kombicoupé 3 Türen | 03/1978–12/1979 |

Vom LX Sunbird / Torana entstanden 65.977 Exemplare. Der UC Sunbird / Torana wurde 53.008 mal gebaut. Anfangs ersetzte man den Sunbird durch eine Vierzylinderversion des Commodore, ab 1982 dann durch den neuen Camira.